# Andrena quintilis
Andrena quintilis là một loài Hymenoptera trong họ Andrenidae. Loài này được Robertson mô tả khoa học năm 1898.